# Körösladány
Körösladány ist eine Stadt im Kreis Szeghalom im Norden des Komitats Békés in Ungarn, durch das Gemeindegebiet fließt die Sebes-Körös.

## Söhne und Töchter der Stadt
- Baron Béla Wenckheim (1811–1879), ungarischer Politiker und von 2. März bis 20. Oktober 1875 Ministerpräsident des Königreichs Ungarn

## Verkehr
Körösladány ist an die Bahnstrecke Gyoma–Körösnagyharsány angeschlossen, durch den Ort führt die Hauptstraße 47.